# Розпізнавання ескізів
Розпізнава́ння ескі́зів — це автоматичне розпізнавання комп'ютером намальованих від руки діаграм. Дослідження в галузі розпізнавання ескізів лежать на перетині штучного інтелекту та людино-комп'ютерна взаємодія. Алгоритми розпізнавання зазвичай базуються на жестах, схожості, геометрії, чи їх комбінації.